# Don Giovanni in Sicilia (romanzo)
Don Giovanni in Sicilia è un romanzo scritto da Vitaliano Brancati e pubblicato per la prima volta nel 1941 da Rizzoli, seguito da cinque racconti: Rumori, Una serata indimenticabile, Pipe e bastoni, La vecchia stampa, Il bacio. Nel 1942 fu ripubblicato da Bompiani con l'aggiunta de I due mondani e  Nemici. Sempre da Bompiani esso rivide la luce nel 1952 con sei disegni fuori testo di Amerigo Bartoli.
Nel 1967, Alberto Lattuada ne trasse un film omonimo con Lando Buzzanca e Katia Moguy.

## Trama
Il libro è suddiviso in quattordici capitoli e la vicenda si svolge nel 1939 a Catania, una città dove, come scrive l'autore, «i discorsi sulle donne davano un maggior piacere che le donne stesse».
Giovanni Percolla, il protagonista, ha quarant'anni e fino «ai trentasei anni non aveva baciato una signorina perbene». Egli vive con le tre sorelle e ha trascorso nell'adolescenza le sere, nascosto con gli amici, a spiare «nel buio di certe stradicciuole» l'aprirsi di «certe porte compiacenti». In seguito ha avuto il suo primo rapporto «rapido, insipido e confuso» con una donna qualsiasi, e da quel momento la sua vita si è riempita «di cameriere d'albergo e di donne facili».
Nel 1927, spinto dall'esigenza di conoscere meglio le donne, si reca a Roma con i suoi due inseparabili amici. Il soggiorno nella capitale si risolve in un frenetico correre da un capo all'altro della città dietro a qualche donna che sembrava avesse posato su di loro lo sguardo, ma ogni volta l'avventura si dimostra illusoria e i tre catanesi «si sentivano traditi e abbandonati».
Vengono richiamati a Catania dai parenti e dagli amici ed essi, nel ritornare, progettano mete più promettenti come Viareggio, Riccione, Cortina, luoghi dei quali hanno sentito che promettono sicure ficcate.
Giovanni ha un'occupazione nel negozio di tessuti di uno zio, ma egli non lavora affatto e preferisce poltrire a letto fino a tardi e godersi lunghe sieste, assistito dalle tre sorelle devote e premurose.
Ma succede che Maria Antonietta, dei marchesi di Marconella, un giorno gli rivolge lo sguardo e Giovanni, dopo aver verificato con gli amici che la taliata di Ninetta fosse proprio indirizzata a lui, rimane estasiato e inizia a cambiare le sue abitudini.
Giovanni lascia la casa delle sorelle e va ad abitare in un villino fuori città assumendo un cameriere. Innamorato di Ninetta, approfitta delle occasioni che gli creano gli amici per incontrarla ma, troppo impacciato, non riesce a dichiararsi. Sarà la stessa Ninetta a prendere l'iniziativa.
I due si fidanzano e si sposano. Il giorno delle nozze accadono molti contrattempi: c'è un forte scirocco che quasi acceca un paggetto; un'invitata, segretamente innamorata di Giovanni, piange convulsamente; il sacerdote che celebra le nozze fa una minacciosa predica e voci sconosciute insinuano che le sue capacità amatorie siano insufficienti.
Il viaggio di nozze ripercorre le tappe fatte con gli amici e alla fine i due sposi si stabiliscono a Milano. A Milano, Giovanni si impiega in una ditta di tessuti e si converte alla vita attiva concedendosi pochi minuti di riposo durante il giorno, e poche ore durante la notte.
Intanto, nei salotti milanesi, molte signore, vista la fama di gallo siciliano, lo corteggiano. Giovanni ha qualche avventura che lo lascia stremato e nel frattempo Ninetta rimane incinta.
In seguito al desiderio espresso da Ninetta di fare un viaggio in Sicilia, i due sposi ritornano a Catania dove le sorelle, nel vederlo, scoppiano in lacrime trovandolo «assai malandato».
Dopo un abbondante pasto, come ai vecchi tempi, Giovanni vuole riprovare il piacere di fare la siesta nella sua camera da scapolo e, appena sotto le coperte, risorge l'antica sua natura: «Tutto il corpo gli s'intiepidì, e fin dai calcagni, che a Milano s'era tirato dietro come pezzi di ghiaccio, gli salì alla testa un'onda di sangue calda e mormorante. Rivide le signore lombarde; ma al paragone di come le aveva viste, sembrava che proprio allora fossero ricordi dilavati, e invece ora erano donne vere. E che donne! [..] Il bisogno di raccontare gli formicolò nella lingua: desiderava che Muscarà e Scannapieco gli sedessero, come ai bei tempi, vicino al capezzale».
Per gustare il se stesso ritrovato Giovanni, per tutto il tempo del soggiorno a Catania, rimarrà a dormire nella sua casa senza la moglie.

## Edizioni
- Vitaliano Brancati, Don Giovanni in Sicilia, Milano, Rizzoli, 1941.
- Vitaliano Brancati, Don Giovanni in Sicilia, Milano, Bompiani, 1942.
- Vitaliano Brancati, Don Giovanni in Sicilia, Milano, Bompiani, 1952.
- Vitaliano Brancati, Don Giovanni in Sicilia, Milano, V edizione “Tascabili Bompiani”, edizione speciale per L'Espresso, 1988.
- Vitaliano Brancati, Don Giovanni in Sicilia, , Milano, Mondadori, 2007.